# روان ويلسون
روان روبرتو ويلسون جوردون (بالإنجلبزية: Roan Roberto Wilson Gordon) هو لاعب كرة قدم محترف من كوستاريكا من مواليد 1 مايو 2002، يلعب مع نادي غريسيا في دوري كوستاريكا لكرة القدم، كما يلعب مع منتخب كوستاريكا لكرة القدم.

## مسيرته الدولية
تم استدعاء ويلسون لمنتخب كوستاريكا الوطني لكرة القدم من أجل المباريات الإقصائية المؤهلة لكأس العالم 2022 ضد نيوزيلندا في مايو 2022، والتي فازت بها كوستاريكا في النهاية 1-0. وقد ظهر لأول مرة في 3 يونيو 2022 في مباراة ضد بنما.
كما تم استدعاء ويلسون ضمن القائمة النهاية لمنتخب كوستاريكا المشاركة في نهائيات كأس العالم بقطر في 3 نونبر 2022.

## روابط خارجية
- روان ويلسون  على سكروي